# Intermodellbau

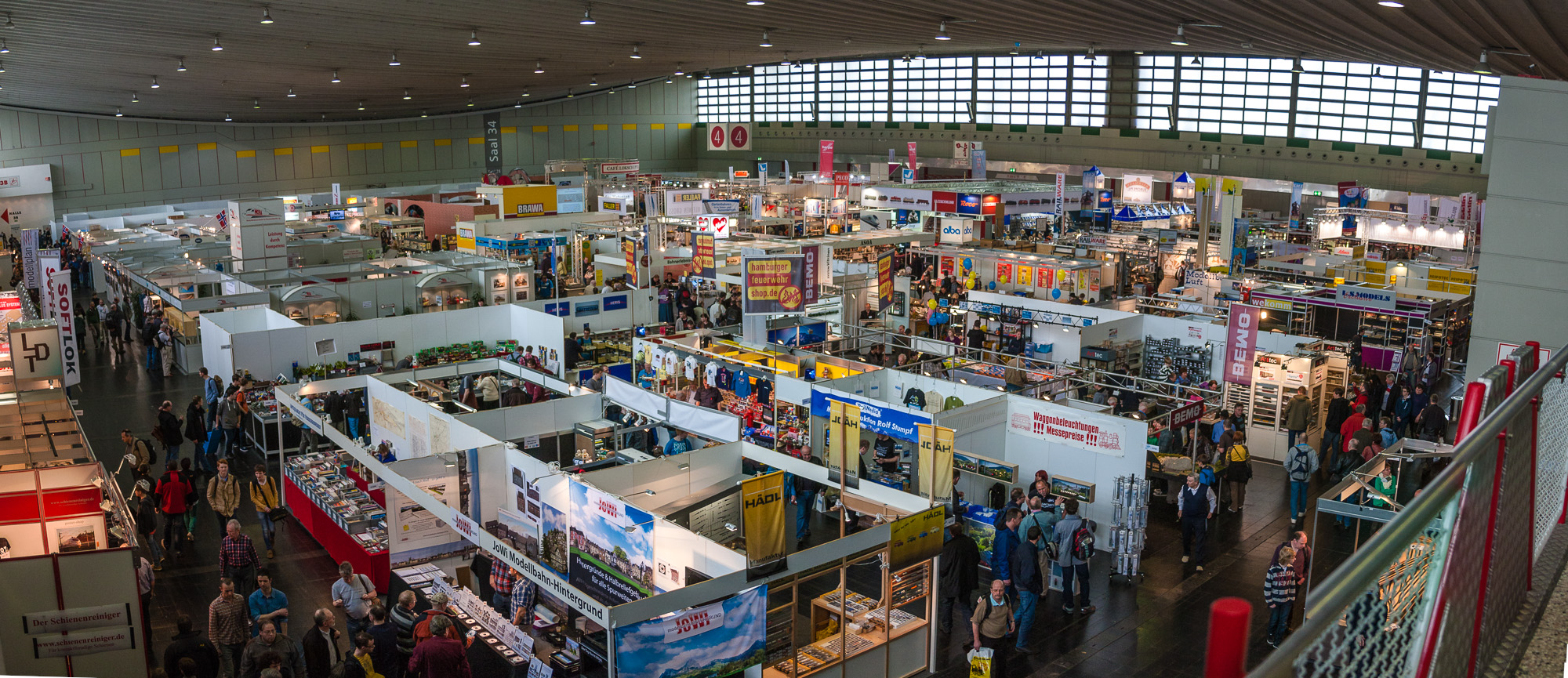
Überblick von der Halle für Modelleisenbahnen (2013)

Die Intermodellbau ist eine jährlich im April stattfindende Messe in den Dortmunder Westfalenhallen. Die viertägige Messe ist mit 574 Ausstellern die weltweit größte ihrer Art. In den Jahren 2005 bis 2008 wurde sie in Kombination mit der Hobbytronic, einer Messe für Hobby-Elektronik und Computer, durchgeführt. Parallel zur 35. Intermodellbau fand 2013 erstmals die experTEC statt, ein Forum für anspruchsvolle Flugmodellbauer.
Veranstalter ist die Messe Westfalenhallen Dortmund GmbH.
Die Messe lockt jedes Jahr rund 88.000 Menschen auf die 52.405 m² große Messefläche in sieben Hallen. Sie ist eine Publikumsmesse für erfahrene Modellbauer, aber auch für Neulinge. Neben den Verkaufsflächen für tausende Händler sind umfangreiche Areale für Modellbau-Clubs reserviert. Die Modellbauer zeigen Dutzende Modellbau-Landschaften, präsentieren Schiffe auf einem riesigen Vorführbecken und lassen Flugzeuge und Hubschrauber durch die Luft fliegen. Modell-Lastwagen in den Maßstäben 1:8 und 1:16 zeigen ebenfalls, was sie alles können. Seit einigen Jahren gehören an zwei Messetagen auch Freiflugaktionen im benachbarten Stadion Rote Erde zum Programm.
Seit der 40. Intermodellbau im Jahr 2018 findet die Messe an vier statt sonst fünf Tagen statt. Nach Wunsch der Hersteller und Händler soll so der Aufwand für diese gemindert werden.